# Dogme (Band)
Dogme ist ein im Jahr 2016 gegründetes Funeral-Doom-Projekt.

## Geschichte
Der anonyme, ausschließlich als „Marcusd“ agierende Musiker von Spiral Wave initiierte Dogme 2016 und debütierte mit dem Soloprojekt zwei Jahre darauf. Das Debüt Dark Matter erschien über Bandcamp im Selbstverlag. Auch die nachkommenden Veröffentlichungen erschienen vorerst ohne physischen Release und Unterstützung eines Labels. Erst das 2020 erstveröffentlichte Album Eons wurde 2021 über Silent Time Noise als CD veröffentlicht.

## Stil
Die Musik von Dogme wird von Silent Time Noise als Ambient Funeral Doom beworben. Eine Substilbezeichnung die unter anderem auf Interpreten wie Locus Requiescat, I Chaos, Opaque Lucidity und Auaesuve Anwendung findet und eine minimalistisch, repetitive dem Dark Ambient oder Ambient zugewandte Variante des Funeral Doom mit prägnantem Keyboardspiel beschreibt.

## Diskografie
- 2018: Dark Matter (Download-Album, Selbstverlag)
- 2019: The Silent Enigma (Download-Single, Selbstverlag)
- 2019: Dawn (Download-Single, Selbstverlag)
- 2019: Eternal (Download-EP, Selbstverlag)
- 2020: Eons (Download-Album, Selbstverlag; 2021: CD, Silent Time Noise)